# Federico Mateus Capelo
Federico Mateus Capelo (Guayaquil, 3 de diciembre de 1835-Guayaquil, 12 de agosto de 1895) fue un médico ecuatoriano.

## Biografía
Nacido en la ciudad de Guayaquil hijo de Manuel Matheus Espinosa y de Magdalena Capelo Méndez oriundos de Guayaquil y Puná respectivamente. Hizo sus estudios primarios con profesores particulares, los secundarios los realizó en el San Vicente del Guayas hasta ser nombrado regente de estudios y profesor de química. En 1853, obtuvo el título de bachiller en filosofía y emprendió un viaje a Europa, donde se matriculó en la Facultad de Medicina de la Universidad de París. En 1863 rindió sus grados con destacado lucimiento. En 1864 arriba al Ecuador y se incorpora al cuerpo médico en Quito siendo desde entonces el más notable de los médicos de la república. Fue designado cirujano mayor del ejército y médico del Cuerpo de Bomberos de Guayaquil. El 7 de noviembre de 1877 figura entre los fundadores de la Facultad de Ciencias Médicas en donde dictó química inorgánica y zoología con cincuenta pesos anuales de sueldo. Desempeñó el vicedecanato hasta 1881, fue elegido vicerrector de la Junta Universitaria. En 1883 se instaló la Universidad de Guayaquil y ocupó el decanato en dos periodos del 83-86 y 92-94. Al año siguiente fue electo rector de la universidad por un período de 4 años. En 1885 Presidió la Municipalidad de Guayaquil. En 1894 designado director de estudios del Guayas cargo que no pudo ejercer por encontrarse enfermo falleciendo el 12 de agosto de 1895 en su ciudad natal. Sus funerales fueron sufragados por la Universidad de Guayaquil. 

## Matrimonio
Contrajo matrimonio con Margarita Sáenz de Viteri Anda.